# Герб Вовчанської міської громади
Герб Вовча́нської місько́ї грома́ди — офіційний символ Вовчанської міської громади Чугуївського району Харківської області, затверджений 28 березня 2003 року рішенням сесії колишньої Вовчанської районної ради.

## Опис
Являє собою геральдичний щит французької форми (чотирикутник, загострений до низу), який складається з двох рівних за висотою частин.
В верхній частині герба зображений герб міста Харкова, на якому на зеленому полі щита зображені: перехрещені золотий ріг достатку (наповнений плодами та заквітчаний) і кадуцей, жезл якого також золотий, а крила і змії – срібні. Зелений колір в геральдиці символізує надію, радість, достаток. Ріг достатку символізує природні багатства. Кадуцей – незмінний атрибут бога Меркурія, який в епоху античності вважався заступником торговців, мандрівників, парламентерів. Змії, що обвивають кадуцей, символізують мудрість.
В нижній частині щита зображений на блакитному полі вовк, який біжить.
Щит обрамлений золотою облямівкою. Навколо гербового щита розташоване золоте дубове листя, обвите блакитною стрічкою. Дубове листя – символ влади.
Щит увінчано стилізованим зображенням шестерні, яка символізує промисловість, а над нею сім злакових колосків, які символізують сільське господарство. Непарна кількість (сім) злакового колосся – символ життя.
Пропорції герба – висота до ширини – 8:7, заокруглені частини герба являють собою чверть кола з радіусом окружності, рівним 1/8 висоти герба. Кадуцей та ріг достатку розміщуються на діагоналях умовного прямокутника геральдичного щита, перехрещуючись в його центрі.

## Використання
Символи Вовчанської міської громади після їх затвердження на сесії Вовчанської міської ради набувають легітимності. Описи та еталонні зображення символів Вовчанської міської громади зберігаються у Вовчанської міській раді. Репродукування та тиражування символів Вовчанської міської громади здійснюється у вигляді кольорового, чорно-білого, графічного а також об’ємного зображення довільного розміру (але з дотриманням пропорцій) у довільній техніці виконання та з різноманітних матеріалів.
Зображення Герба Вовчанської міської громади може розміщуватися:
- на будинку Вовчанської міської ради;
- в залі, де проводяться сесії Вовчанської міської ради;
- у службовому кабінеті Вовчанської міського голови;
- на офіційних виданнях Вовчанської міської ради;
- на покажчиках меж Вовчанської міської громади при в’їзді на її територію;
- в підприємствах, установах, організаціях, що розташовані на території Вовчанської міської ради, громадських місцях.

Допускається використання:
- при оформленні території Вовчанської міської громади на честь свят, при проведенні спортивних, культурних та інших масових заходів;
- на грамотах, почесних грамотах, вітальних листах, запрошеннях, посвідченнях, на офіційних паперах та інших офіційних документах, що видаються Вовчанською міською радою;
- у краєзнавчих, наукових, науково-популярних виданнях;
- в експозиціях музеїв та виставок;
- на сувенірах, пам’ятних медалях, значках, що виготовляються на замовлення Вовчанської міської ради.

Виключене право на використання символів Вовчанської міської громади належить Вовчанській міській раді. Юридичні та фізичні особи можуть використовувати символіку Вовчанської міської громади лише за рішенням Вовчанської міської ради і лише відповідно до законодавства України та Положенням про символіку.